# Леснёвская, Зофья
Зофья Ванда Леснёвская, в девичестве Сикорская (пол. Zofia Wanda Leśniowska / Sikorska; 2 марта 1912 — 4 июля 1943) — поручик вооружённых сил Польши, дочь генерала брони Владислава Сикорского.

## Биография
Зофья Сикорская родилась 2 марта 1912 года в браке Владислава Сикорского с Хеленой Збучевской, на которой он женился в 1909 году. До Второй мировой войны работала в Польском Красном Кресте, увлекалась верховой ездой. 30 сентября 1936 года вышла замуж за инженера, лейтенанта Станислава Леснёвского (1904 — 11 декабря 1987).
7 сентября 1939 года, в самом начале войны Зофья получила распоряжение от отца организовать движение сопротивления. Её квартира в доме на улице Гурчевской в Варшаве стала конспиративной квартирой польского подполья. В январе 1940 года её направили во Францию: Зофья стала подпольным курьером, доставлявшим различные документы. Она фактически была секретарём, шифровщиком, переводчиком и советником у своего отца. За свою службу награждена Крестом Заслуг Польского Красного Креста «Кристальное сердце» — это была её единственная награда. В Лондоне Зофья работала суперинтендантом Женской вспомогательной службы.
4 июля 1943 года Зофья погибла в авиакатастрофе самолёта B-24 Liberator ВВС Великобритании: в той же катастрофе погибли всего 17 человек, в том числе и отец Зофьи, Владислав Сикорский. Самолёт упал в море спустя 16 секунд после вылета из аэропорта Гибралтара, в 23:07. Тело Зофьи не было найдено, что послужило поводом для многочисленных слухов и спекуляций: по одной из теорий, Зофью вывезли тайно в Советский Союз и затем отправили в Польшу, где её якобы видел специальный агент польского подполья Тадеуш Кобылиньский. Однако официальные историки не признают злой умысел причиной катастрофы.